# Karl Wessel
Karl Wessel (* 15. November 1842 in Barmen (heute Stadtteil von Wuppertal); † 16. Juni 1912 in Bad Harzburg) war ein deutscher Unternehmer und Politiker (Mitglied des Deutschen Reichstags).

## Leben
Wessel besuchte die Realschule in Elberfeld und absolvierte von 1859 bis 1862 eine kaufmännische Lehre in Barmen. Zwischen 1868 und 1879 unterhielt er in Duisburg Agenturen für den Vertrieb von Holzhäusern aus Norwegen, Schweden, Russland und Finnland. Seit 1880 war er Generaldirektor der Deutsche Solvay-Werke AG in Bernburg, mit Zweigniederlassung in Wyhlen (Baden), Saaralben und Château-Salins. Von 1878 bis 1880 war er Stadtverordneter in Duisburg, seit 1889 Stadtverordneter und seit 1903 Stadtverordneten-Vorsteher in Bernburg. Er war Inhaber der Ritter-Insignien I. Klasse des Herzoglich Anhaltischen Hausordens und seit 13. Juni 1907 Ehrenbürger von Bernburg. Der Reichstag hatte seinen Sitz in Berlin, so dass Wessel in dieser Zeit (um 1910) in der Reichshauptstadt seine Wohnung nahm.
Von 1903 bis 1907 war er Mitglied des Deutschen Reichstags für den Reichstagswahlkreis Herzogtum Anhalt 2 (Bernburg, Köthen, Ballenstedt) und die Nationalliberale Partei.